# Спас (бойове мистецтво)
Спас — українське бойове мистецтво, перша згадка про яке була зафіксована в радянському журналі «Техніка — молоді» № 2 за 1989 рік. Саме в цьому номері було надруковано статтю Леоніда Петровича Безклубого «Інтерес моєї думки» (рос. Интерес моей мысли). У ній автор розповідає про те, як його дід навчав цього бойового мистецтва. Навчання відбувалося в ігровій формі доти, доки тіло юного Леоніда не сприймало той чи інший рух.
Як розповідав згодом Леонід Петрович, деякі слова звідти були викреслені. Радянська цензура прибрала інформацію, зокрема, про те, що Спас — це бойове мистецтво запорізьких козаків.

## Походження
Наразі існує кілька пояснень терміну «Спас»:
- «Спас — це те, що спасає тебе у житті» (слова діда О. Л. Притули);
- «це бойовий припас українського народу»;
- від богів-спасів (дохристиянських);
- це бойове мистецтво козацьких розвідників — пластунів.

Спас був відомий ще з княжих часів, серед бродників, а згодом й серед запорізьких козаків, а точніше, серед пластунів. Усі удари призначені для максимально швидкого знешкодження ворога. Навіть існує вислів: «Спас — це швидкоплинний бій на знищення».

## Особливості техніки
Особливістю Спасу є техніка, яка називається «гойдок». Вона є рухливою базою цього бойового мистецтва. Завданням гойдка є максимально швидке зближення з ворогом з одночасним ухиленням з лінії атаки та заходом супротивнику в бік. Ключовим у виконанні гойдка є червона пляма — дистанція початку гойдка.
На своїх семінарах Леонід Безклубий розповідав також про «гойдок смерті» — техніку, яка дозволяє ухилятися від пострілів пістолета з одночасним зближенням до ворога.
Рухи та удари у Спасі — робочі, тобто такі, які використовувалися українцями в повсякденному житті. Відповідно, назва ударів передає їхній зміст — через, гуп, вихлист, вулик, вкляк, налигач, матня, клаксончик, поцілунок, здриг і нишпорка. Існує ще хрещений джмелик та стріла монгола, але ці дві назви більше позначають удари у конкретні місця, ніж відрізняються технікою завдавання.
Навчання у Спасі відбувається, в першу чергу, завдяки певним специфічним іграм. Такий підхід зумовлено високою травматичністю техніки. Найбільш поширеними є «Смалений вовк», «Сірко на прив'язі», цурки-палки, «Панас». Хоча, система підготовки не обмежується лише цими іграми. Вони складають систему підготовки козака — козацький грай. Наразі козацький грай найбільш розвинено в Миколаєві.

## Поширення
Поширення Спасу в Україні найбільше пов'язують з ім'ям Олександра Леонтійовича Притули — президента Всеукраїнського громадського об'єднання (ВГО) «Всеукраїнська федерація Спас». Завдяки його діяльності, у 1997 році в Запоріжжі, на о. Хортиця, було проведено перший Всеукраїнський фестиваль козацьких бойових мистецтв. Перші змагання зі Спасу було проведено у 1998 році. Цьому передувала велика дискусія, в ході якої було прийнято рішення про створення спортивного напрямку.
Незабаром, у тому ж 1998 році, у Запоріжжі було створено бюджетну дитячо-юнацьку спортивну школу козацького бойового мистецтва Спас. У 2005 році було юридично зареєстровано ВГО «Всеукраїнська федерація Спас». Наразі вона вважається[ким?] однією з козацьких організацій України. А у 2010 році український рукопаш Спас було визнано в Україні неолімпійським видом спорту. Навчальна програма Спасу для дитячо-юнацьких спортивних шкіл була затверджена Міністерством молоді та спорту України у 2012 році.
Крім Спасу, Федерація розвиває бої лава на лаву, шабельний бій та бій на списах. Окремим напрямком Спасу є військовий напрямок.
25 травня 2017 року Верховна Рада України узаконила: бойовий гопак, рукопаш гопак, Спас, український рукопаш Спас та хортинг. Відповідні зміни в Закон України «Про фізичну культуру і спорт» підтримали 227 народних депутатів. Цей вид спорту заснований на українських національно-культурних традиціях.